# إليزابيث ويفر
إليزابيث ويفر (بالإنجليزية: Elizabeth Weaver)‏ هي قاضية ومحامية ومُدرسة أمريكية، ولدت في 28 مارس 1941 في نيو أورلينز في الولايات المتحدة، وتوفيت في 21 أبريل 2015 في بلدة غلين أربور في الولايات المتحدة.

## وصلات خارجية
- الموقع الرسمي
- إليزابيث ويفر على موقع إن إن دي بي (الإنجليزية)